# Peter André Bloch
Peter André Bloch (* 14. Oktober 1936 in Balsthal) ist ein Schweizer Germanist, der als Gymnasiallehrer an der Kantonsschule Olten und von 1992 bis zu seiner Emeritierung im Jahr 2006 als Professor in Mulhouse im Elsass lehrte.
1990 war er massgeblich an der Gründung des Kantonalen Kulturzentrums Palais Besenval in Solothurn beteiligt. Von 1976 bis 1989 leitete er als Präsident das Kuratorium für Kulturförderung des Kantons Solothurn. Seit 1976 ist er Mitglied der Stiftung Nietzsche-Haus in Sils-Maria im Kanton Graubünden, wo er seit 1981 die internationalen Nietzsche-Kolloquien durchführt.
Seit 1995 ist er Präsident der Stiftung Schloss Wartenfels, für die er regelmässig Ausstellungen in der Schlossanlage bei Lostorf im Kanton Solothurn organisiert.
Von 1999 bis 2003 war Bloch Vizepräsident des Centre de recherche sur l’Europe littéraire (CREL). 2004 wurde er zum Ritter (chevalier) des Ordens der Palmes Académiques ernannt. Seit 2007 ist er Mitglied de l’Académie d’Alsace.
1990 erhielt Peter André Bloch den Kulturpreis des Kantons Solothurn und 2008 den Kunstpreis des Kantons Solothurn.